# Eucalyptus foecunda
Eucalyptus foecunda ist eine Pflanzenart innerhalb der Familie der Myrtengewächse (Myrtaceae). Sie kommt im Südwesten und an der Südküste von Western Australia sowie vereinzelt in South Australia und New South Wales vor und wird dort „Slender Leaf Mallee“, „York Gum“, „Narrow-leaved Red Mallee“, „Ooragamandee Yandee“, „Hooked Mallee“, „Black Mallee“, „Fremantle Wattle“, „Silver-leaf Mallee“oder „Coastal Dune Mallee“ genannt.

## Beschreibung

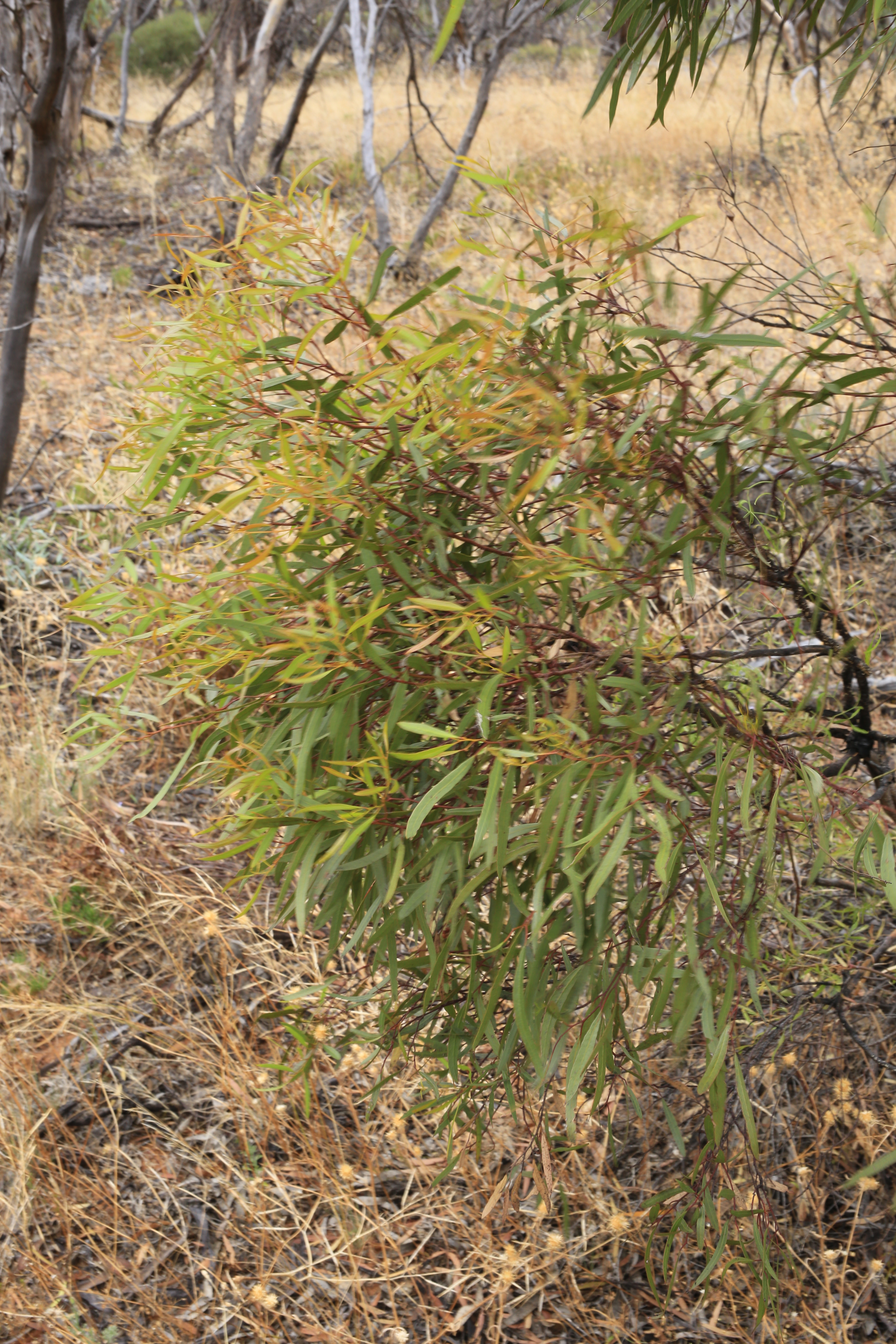
Eucalyptus foecunda

### Erscheinungsbild und Blatt
Eucalyptus foecunda wächst in der Wuchsform der Mallee-Eukalypten, dies ist eine Wuchsform, die mehr strauchförmig als baumförmig ist, es sind meist mehrere Stämme vorhanden, die einen Lignotuber ausbilden; oder Baum, der Wuchshöhen von bis zu 5 Meter erreicht. Die Borke ist am gesamten Baum glatt und grau oder rotbraun. An den unteren Teilen des Stammes kann sie auch grobstückig sein. Öldrüsen gibt es weder im Mark noch in der Borke.
Bei Eucalyptus foecunda liegt Heterophyllie vor. An mittelalten Exemplaren sind die gegenständigen, sitzenden Laubblätter elliptisch, gerade, mit gezahnten Rand, blaugrün bemehlt oder bereift. Die auf Ober- und Unterseite gleichfarbig glänzend grünen Laubblätter an erwachsenen Exemplaren sind schmal-lanzettlich oder lanzettlich, relativ dick, gerade, verjüngen sich zur Spreitenbasis hin und besitzen ein spitzes oder stumpfes oberes Ende. Die kaum erkennbaren Seitennerven gehen in einem stumpfen Winkel vom Mittelnerv ab. Die Keimblätter (Kotyledone) sind zweigeteilt.

### Blütenstand und Blüte
End- oder seitenständig an einem im Querschnitt stielrunden Blütenstandsschaft stehen in einem einfachen Blütenstand etwa elf zusammen. Die spindelförmigen Blütenknospen sind nicht blaugrün bemehlt oder bereift. Die Kelchblätter bilden eine Calyptra, die früh abfällt. Die glatte Calyptra ist konisch, doppelt so lang wie der glatte Blütenbecher (Hypanthium) und so breit wie dieser. Die Blüten sind cremeweiß. Die Blütezeit ist August oder Januar bis Februar.

### Frucht
Die Frucht ist kugelig oder halbkugelig. Der Diskus ist eingedrückt oder flach, die Fruchtfächer stehen heraus.

## Vorkommen
Das natürliche Verbreitungsgebiet von Eucalyptus foecunda ist der südliche Teil der Westküste von Western Australia. Vereinzelt kommt sie auch an der Südküste von Western Australia, in South Australia und in New South Wales vor.
Eucalyptus foecunda wächst bevorzugt auf weißem, grauem, gelbem, braunem, orangem oder rotem Sand über Kalkstein sowie auf Sanddünen, Sandebenen, Kalksteinerhebungen, Felsen und Hügeln und an Straßenrändern.

## Taxonomie
Die Erstbeschreibung von Eucalyptus foecunda erfolgte 1844 durch Johannes Konrad Schauer in Plantae Preissianae, Volume 1, S. 130. Das Typusmaterial weist die Beschriftung „(...) ab colonia Fremantle, Aug. M. 1839 fructifera. Herb. Preiss. No. 231“ auf. Synonyme für Eucalyptus foecunda  Schauer sind Eucalyptus leptophylla F.Muell. ex Miq. , Eucalyptus leptophylla var. floribunda Blakely, Eucalyptus leptophylla var. densa Blakely, Eucalyptus oleosa F.Muell. ex Miq., Eucalyptus uncinata var. rostrata Benth., Eucalyptus leptophylla var. leptorrhyncha Blakely, Eucalyptus desertorum Naudin, Eucalyptus foecunda Schauer var. foecunda, Eucalyptus foecunda subsp. aeolica Brooker und Eucalyptus aeolica Brooker.